# 경주시티투어버스
경주시티투어버스(Gyeongju City Tour)는 대한민국 경주시에서 지정한 업체인 경주시티투어천마관광(주)에서 운행하다. 관광 위주로 운행하며 총 7 가지의 투어를 운영하고 있다. 모든 투어에 전문해설사가 동행한다.
야간시티투어는 총 3시간 정도 소요되며, 주간투어는 총 7~8시간 정도 소요된다.

## 투어 안내
- 동해안투어 (매일운행)
- 세계문화유산투어 (매일운행)
- 신라역사스토리투어 (매일운행)
- 양동마을투어 (토요일만 운행)
- 황리단길투어 (금,토,일요일, 공휴일만 운행)
- 야간시티투어 (매일운행)
- 황리단길 야간시티투어 (토요일만 운행)

## 투어 간략 소개

### 동해안투어
경주역 → 경주터미널(천마관광) → 보문단지(경유) → 골굴사 → 경주시 전통 명주 전시관 → 감은사지 → 양남주상절리 → 문무대왕릉 → 한수원 홍보관 → 보문단지(경유) → 경주터미널(천마관광) → 경주역
- 이 투어는 매일 운행되며, 경주역을 출발하여 동해안을 따라 진한 글씨로 적힌 유적지를 다닌다.
- 경주시 전통 명주 전시관은 매주 월요일에 휴관이며, 괘릉으로 대체된다.
- 점심은 양남주상절리에서 자유롭게 개별적으로하면 된다.
- 보문단지 경유 시 보문관광단지 내 각 숙소에서 픽업한다.
- 경주역에서 09:00시에 출발하고, 경주터미널에서 09:10분에 출발한다.
- 최소 모객 인원인 10명미만일 경우 운행하지 않는다.

### 세계문화유산투어
보문단지(경유) → 경주터미널(천마관광) → 경주역 → 태종무열왕릉 → 대릉원(천마총) → 분황사 → 석굴암 → 불국사 → 보문단지(경유) → 경주터미널(천마관광) → 경주역
- 이 투어는 매일 운행되며. 보문관광단지에서 출발하여 진한 글씨로 적힌 경주 대표적인 유적지를 다닌다.
- 2018년 7월말까지 대릉원(천마총)이 공사중이며, 동궁과월지(안압지)로 대체된다.
- 점심은 불국사에서 자유롭게 개별적으로하면 된다.
- 보문단지 경유 시 보문관광단지 내 각 숙소를 운행한다.
- 경주터미널에서 10:10분에 출발하고, 경주역에서 10:30분에 출발한다.
- 최소 모객 인원인 10명미만일 경우 운행하지 않는다.

### 신라역사스토리투어
보문단지(경유) → 경주역(관광안내소) → 경주터미널(천마관광) → 경주역 → 김유신장군묘 → 동궁과월지(안압지) → 국립경주박물관 → 불국사 → 세계문화엑스포(경주타워) → 보문단지(경유) → 경주역(관광안내소) → 경주터미널(천마관광) → 경주역
- 이 투어는 매일 운행되며, 보문관광단지에서 출발하여 진한 글씨로 적힌 곳을 다닌다.
- 점심은 불국사에서 자유롭게 개별적으로하면 된다.
- 보문단지 경유 시 보문관광단지 내 각 숙소를 운행한다.
- 경주역에서 09:25분, 경주터미널에서 09:30분, 경주역에서 09:50분에 출발한다.
- 최소 모객 인원인 10명미만일 경우 운행하지 않는다.

### 양동마을 · 남산투어
보문단지(경유) → 경주역(관광안내소) → 경주터미널(천마관광) → 경주역 → 양동마을 → 경주 전통시장 → 포석정 → 삼불사, 삼릉 → 석조여래좌상 → 경애왕릉 → 보문단지(경유) → 경주역(관광안내소) → 경주터미널(천마관광) → 경주역
- 이 투어는 토요일만 운행되며, 보문관광단지에서 출발하여 진한 글씨로 적힌 곳을 다닌다.
- 보문단지 경유 시 보문관광단지 내 각 숙소를 운행한다.
- 점심은 경주 전통시장에서 자유롭게 개별적으로하면 된다.
- 불국사안내소에서 10:30분에 출발하고 경주터미널에서 11:20분, 경주역에서 11:30분에 출발한다.
- 최소 모객 인원인 10명미만일 경우 운행하지 않는다.

### 황리단길투어
경주역 → 경주터미널(천마관광) → 보문단지(경유) → 세계문화엑스포(경주타워) → 국립경주박물관 → 황리단길 → 대릉원(천마총) → 첨성대 → 계림(내물왕릉) → 보문단지(경유) → 경주터미널(천마관광) → 경주역
- 이 투어는 경주역에서 출발하여 진한 글씨로 적힌 곳을 다닌다.
- 금, 토, 일, 공휴일만 운행한다.
- 보문단지 경유 시 보문관광단지 내 각 숙소를 운행한다.
- 점심은 황리단길에서 자유롭게 개별적으로하면 된다.
- 경주역에서 09:40분에 출발하고, 경주터미널(천마관광)에서 09:50분에 출발한다.
- 최소 모객 인원인 10명미만일 경우 운행하지 않는다.

### 야간시티투어
경주터미널(천마관광) → 보문단지(경유) → 동궁과월지(안압지) → 첨성대 → 계림(내물왕릉) → 교촌마을 → 월정교 → 경주터미널(천마관광) → 보문단지(경유)
- 이 투어는 매일 운행되며, 경주터미널(천마관광)에서 출발하여 진한 글씨로 적힌 곳을 다닌다.
- 보문단지 경유 시 보문관광단지 내 각 숙소를 운행한다.
- 저녁식사 시간은 따로 없기 때문에, 미리 저녁을 먹고 탑승하는 것이 좋다.
- 경주터미널(천마관광)에서 18:30분에 출발하고, 경주역에서는 승·하차가 불가능하다.
- 최소 모객 인원인 10명미만일 경우 운행하지 않는다.

### 황리단길 야간시티투어
경주터미널(천마관광) → 보문단지(경유) → 황리단길(대릉원 후문 하차) → 월정교 → 계림(내물왕릉) → 첨성대 → 대릉원 정문 하차 → 경주터미널(천마관광) → 보문단지(경유)
- 이 투어는 토요일만 운행되며, 경주터미널(천마관광)에서 출발하여 진한 글씨로 적힌 곳을 다닌다.
- 보문단지 경유 시 보문관광단지 내 각 숙소를 운행한다.
- 저녁은 황리단길에서 자유롭게 개별적으로하면 된다.
- 경주터미널(천마관광)에서 17:00분에 출발하고, 경주역에서는 승·하차가 불가능하다.
- 최소 모객 인원인 10명미만일 경우 운행하지 않는다.

## 운행 업체
- 시티투어